# Ajax København
 For alternative betydninger, se Ajax. (Se også artikler, som begynder med Ajax)
Ajax København Håndbold er en dansk håndboldklub fra Vesterbro og Sydhavnen, København. Klubben er en af de mest succesfulde i dansk herrehåndboldhistorie, med i alt 9 danske mesterskaber.
Herreholdet spiller i 3. divisionen, mens dameholdet spiller i Damehåndboldligaen. Både herrerne og damerne spiller deres hjemmebane i Bavnehøj-Hallen, der har plads til 1.000 tilskuere.

## Historie

### Grundlæggelsen og de første år
Klubben blev stiftet som Idrætsforeningen Ajax d. 2 maj 1934. Klubben har sine rødder i den tidligere københavnske sportsklub Poloklubben af 1908 der, som navnet antyder, primært var en vandpoloklub, men også havde andre sportshold, herunder håndbold. På grund af håndboldens stigende popularitet frygtede bestyrelsen, at håndboldholdet ville overskygge klubbens hovedsportsgren, vandpolo. Det fik de medlemmer, der primært var interesserede i håndbold til at bryde ud og danne IF Ajax.
I begyndelsen havde klubben både et markhåndboldhold, et svømmehold og et vandpolohold. Klubben begyndte at spille kampe i 1935. To år efter vandt de det københavnske mesterskab, og dette kvalificerede dem til en turnering mellem regionerne; en egentlig forgænger til det danske mesterskab. Denne turnering vandt de, og blev dermed danske mestre for første gang i 1937.
Klubben har gennem tiderne været markant med i toppen af dansk håndbold, og vundet 18 danske mesterskaber og et pokalmesterskab.
Ajax Københavns storhedstid var indtil midt i 60’erne med sidste danske mesterskab i 1963/64 og med deltagelse i Europacupen i 1964/65, hvor herrerne nåede semifinalen.

### Fusion med KI og dameholdet
Ajax København var i generationer en ren herreklub. Men i 1989 skete der en sammenlægning med Kvindelig Idrætsforening (KI). Denne fusion gav ny styrke og udvikling til klubben, på 9 år gav det stort fremskridt og Ajax rykkede fra Danmarksserien til Håndboldligaen. KI var på kvindesiden et af de mest succesfulde hold i Danmark. De havde vundet syv danske mesterskaber, og havde haft mange landsholdsspillere.
Ajax' kvindehold startede i tredje division, og de næste ni år arbejdede de sig op til Damehåndboldligaen, hvor de optrådte for første gang i sæsonerne 1997/98 og i 1998/99.
I 1970'erne og 1980'erne spillede herrene i 2. og 3. division, indtil de i 1993 var tilbage i 1. division (som dengang var den øverste håndboldrække i Danmark), hvor man havde den tidligere landstræner Leif Mikkelsen, som cheftræner. Allerede i andet år i 1. division vandt Ajax København bronze i 1994/95 sæsonen. I 1997, var holdet så i klubbens første DM-finale, hvor man dog blev besjret af Virum-Sorgenfri HK.

### Ajax Farum og økonomiske problemer
Grundet manglende opbakning fra Københavns Erhvervsliv, blev vilkårene for klubbens to ligahold trange i slutningen af 1990'erne, og det resulterede i nedrykning til 1. division for både herrer og damer. Den siddende bestyrelse overvejede derfor alternative løsninger for at få eliten tilbage i toppen af dansk håndbold. En af løsningerne var et samarbejde med en anden håndboldklub, og som naturligvis kunne godkendes af klubbens medlemmer. I modsat fald, vurdererede man at eliten i Ajax ville falde fra hinanden i årene fremover.
Klubben besluttede efterfølgende at etablere samarbejde med Farum Håndbold Forening, som med en ny hal havde alle de faciliteter en eliteklub skal have til rådighed. Samarbejdet blev et holdfællesskab, organiseret i et selvstændigt aktieselskab. Der var dog ingen medlemmer i Ajax Farum. Alle aktive var enten medlem af Farum Håndbold Forening eller Ajax København.
Samarbejdet med Farum HF fik en god start, hvor man spillede i Farum Arena og efter allerede en sæson rykkede i herreholdet op i Håndboldligaen, samt dameholdet som var deltagende ved kvalifikationskampe Damehåndboldligaen.
Efter 3 sæsoner med holdfællesskabet besluttede man at ophæve samarbejdet, fordi der manglede sponsorer. Ajax København vendte derfor tilbage Bavnehøj-Hallen.
I 2006-2008 spillede klubbens elitehold under navnet Ajax Heroes.
I 2009 blev klubben beskyldt af klubbens tidligere direktør, Harry Dalsø, for at betale deres træner, Christian Dalmose med sorte penge. Sagen endte hos Dansk Håndbolds disciplinærudvalg. Et år senere blev sagen droppet, da Dalsø ikke havde fremsat bevismateriale for sine påstande. Samme sæson rykkede holdet ud af herreligaen, da de endte på sidstepladsen.

### Nyere tid
I 2012 formåede herreholdet at spille sig i semifinalen i pokalturneringen, mens de spillede i 2. division. Det er det eneste hold, der har formået dette.
Klubbens kvindehold sikrede sig, i marts 2017, oprykning til landets bedste kvindelige håndboldrække HTH GO Ligaen 2017-18. Holdet endte på ligaens sidste plads ved sæsonafslutning, men forblev ligahold grundet udvidelse af ligaen. Holdet har siden optrådt i dameligaen, pr. 2022. Succestræneren Dennis Bo Jensen blev kåret som årets træner i Bambusa Kvindeligaen 2020-21.
I september 2022 blev det offentligt kendt at 1. divisionsspillerne på klubbens herrehold ikke havde fået løn for den forgangne måned samt at flere ikke havde været dækket af en ulykkesforsikring i flere måneder. Det fik blandt andet flere spillere til at kritisere ledelsen offentligt. Bestyrelsesformanden, Henrik Ritlov, forklarede at klubben havde misset deadline, da klubben tilbagebetalte et coronalån på 900.000 kroner til Skat. I starten af oktober kunne flere spillere frit vælge at blive fritstillet fra deres kontrakt.
Den 8. oktober kunne klubben således ikke stille hold til en 1. divisionskamp mod Team Sydhavsøerne i Maribo. Holdet var mødt op til kampen, men da to af Ajax' spillere i protest nægtede at spille, og holdet kun havde 6 registrerede førsteholdsspillere tilbage, blev de taberdømt. Den 11. oktober blev klubben erklæret konkurs i Sø- og Handelsretten i København, blev betyd seniorholdet tvangsnedrykkede til 3. division. 1. divisionsholdet var dog udgjort af et selvstændigt selskab, hvorimod kvindeligaholdet fortsætter i landets bedste håndboldrække, Damehåndboldligaen. Ligeledes fortsatte moderklubben, Ajax København, stadig med et 2. divisionshold og et U19-hold på herresiden.
I 2023-24 sæsonen spillede Ajax København i Damehåndboldligaen, hvor de gik igennem hele sæsonen uden at få ét eneste point.

## Arena
- Navn: Bavnehøj-Hallen
- By: København, Danmark
- Kapacitet: 1.000 tilskuere
- Adresse: Enghavevej 90, 2450 København

## Resultater

### Herrer
- Danmarksmesterskaber:
  - Vindere (9): 1937, 1942, 1944, 1948, 1949, 1950, 1952, 1953, 1964
  - Sølv (4): 1946, 1951, 1954, 1997
  - Bronze (3): 1965, 1966, 1995

## Dametruppen 2023-2024
| Nr. | Navn                    | Nationalitet | Position     | I klubben siden |
| --- | ----------------------- | ------------ | ------------ | --------------- |
| 1   | Sarah Nørklit Lønborg   | Danmark      | Målvogter    | 2015            |
| 2   | Matilde Kondrup Nielsen | Danmark      | Venstre fløj | 2020            |
| 3   | Leah Westerberg         | Danmark      | Højre fløj   | 2023            |
| 4   | Katrine Jacobsen        | Danmark      | Venstre back | 2023            |
| 6   | Maria Kvannli           | Norge        | Stregspiller | 2023            |
| 8   | Cecilie Specht          | Danmark      | Højre back   | 2019            |
| 9   | Brynhild Pálsdóttir     | Færøerne     | Højre fløj   | 2023            |
| 10  | Suna Krossteig Hansen   | Færøerne     | Playmaker    | 2022            |
| 11  | Amalie Andersen         | Danmark      | Playmaker    | 2023            |
| 14  | Lærke Juhl Læssøe       | Danmark      | Stregspiller | 2023            |
| 16  | Ditte Vind              | Danmark      | Målvogter    | 2023            |
| 21  | Maja Eiberg Jørgensen   | Danmark      | Venstre back | 2018            |
| 23  | Laura Skytte            | Danmark      | Venstre back | 2023            |
| 27  | Anna Grundtvig          | Danmark      | Venstre fløj | 2017            |
| 29  | Amanda Poulsen          | Danmark      | Playmaker    | 2022            |

### Trænerstab
| Position         | Navn                   |
| ---------------- | ---------------------- |
| Cheftræner       | Kasper Andersen        |
| Assistenttræner  | Martin Grønmann Larsen |
| Målvogterttræner | Maja Bogetoft          |
| Holdleder        | Hanne Monsrud          |
| Direktør         | Michael Pallisgaard    |

## Transfers
| Norge    | Maria Kvannli - Hentet i GF Kroppskultur |
| Danmark  | Ditte Vind                               |
| Danmark  | Lærke Læssøe - Hentet i HØJ              |
| Danmark  | Katrine Jacobsen - Hentet i Oure         |
| Færøerne | Brynhild Pálsdóttir - Hentet i H71       |
| Danmark  | Laura Skytte - Hentet i Ikast Håndbold   |

| Danmark  | Amanda Loft Hansen - Skifter til Ikast Håndbold                      |
| Danmark  | Emma Petersen - Karrierestop                                         |
| Danmark  | Rasmus Rygaard Poulsen (Cheftræner) - Skifter til SCM Râmnicu Vâlcea |
| Danmark  | Rosa Skovlund Schmidt - Skifter til Nykøbing Falster Håndboldklub    |
| Danmark  | Simone Monsrud Pedersen - Karrierestop                               |
| Danmark  | Emma Kiellberg - Karrierestop                                        |
| Færøerne | Rakul Wardum - Skifter til Ringkøbing Håndbold                       |
| Danmark  | Sara Ibranovic - Skifter til SønderjyskE Damehåndbold                |
| Danmark  | Anne With Johansen - Skifter til SG BBM Bietigheim                   |